# Star Train
Star Train è un singolo discografico del girl group giapponese Perfume, pubblicato nel 2015 ed estratto dal loro quinto album in studio Cosmic Explorer.

## Tracce
- CD/Download digitale

1. Star Train
2. Tokimeki Lights

- CD Maxi

1. イミテーションワールド (Imitation World)
2. Star Train -Original Instrumental-
3. Tokimeki Lights -Original Instrumental-
4. イミテーションワールド (Imitation World) -Original Instrumental-